# Kondukcija topline
Kondukcija topline, termalna kondukcija, vođenje ili samo kondukcija je prijenos topline tako da se dio tijela zagrijava izravnim dodirom s izvorom topline, a susjedni se dijelovi redom dalje zagrijavaju. Ako se, na primjer, jedan kraj metalnoga štapa stavi u peć, toplina se po štapu širi vođenjem. Brzina prenošenja topline to je veća što je veća temperaturna razlika, a ovisi i o samoj tvari. Budući da su dobri vodiči električnih naboja (metali) ujedno i dobri vodiči topline, toplinska se vodljivost pripisuje ponajprije gibanju slobodnih elektrona.
Vođenje ili kondukcija je prijenos topline koji se ostvaruje između dva tijela ili između dijelova tijela na različitim temperaturama međusobnim djelovanjem susjednih molekula različitih brzina titranja oko ravnotežnog položaja. Što je temperatura tvari viša, to je veća kinetička energija molekula, pa je vođenje prenošenje kinetičke energije od jedne molekule na drugu. U krutim tijelima vođenje je jedini način širenja topline kroz tijelo, a kod plinova i tekućina prisutne su i konvekcija i toplinsko zračenje, kojima se prenosi znatno više topline nego vođenjem. Razlikuju se dobri vodiči topline (na primjer neki metali) i loši, koji se nazivaju toplinski izolatori (na primjer mineralna vuna).

## Objašnjenje
Svako tijelo ne vodi toplinu jednako. Stavimo li u vatru drvenu šipku umjesto metalne, moći ćemo je u ruci držati i onda kada gori. Tijela koja dobro vode toplinu zovemo toplinskim vodičima, a ona koja slabo vode toplinu toplinskim izolatorima. Poluvodiči topline su tijela (kao kremen, mramor, grafit i neke rude) koja toplinu vode slabije od kovina, ali bolje od pravih izolatora. Od tehničkih kovina najbolji vodič topline je srebro, bakar, a zatim aluminij, mjed i željezo. Loši vodiči topline su zrak, a zatim šupljikave tvari kao pluto, azbest, drvena piljevina, kamena vuna, polistiren i drugo. Šupljikave tvari su loši vodiči topline jer imaju u sebi mnogo šupljina, ispunjenih zrakom koji je toplinski izolator. Tekućine su također loši vodiči topline. Da je voda loš vodič topline, pokazuje pokus kada u epruveti punoj vode na dnu imamo pričvršćen led (pričvršćen da ne ispliva), voda može gore već vrijeti, a led se neće još rastaliti. Budući da je zrak loš vodič topline, on sprečava gubitak topline kod dvostrukih prozora. Termos-boca drži dugo toplinu zbog toga što ima dvostruku stijenku iz koje je isisan zrak, pa nema tijela koje bi vodilo toplinu.

### Zakon toplinske kondukcije
Zakon toplinske kondukcije, poznat i kao Fourierov zakon, iskazuje da je vremenska učestalost (to jest brzina) prijenosa topline kroz materijal razmjerna negativnom gradijentu temperature te površini pod pravim kutovima, na taj gradijent, kroz koju toplina protječe:
{\displaystyle {\frac {\partial Q}{\partial t}}=-k\oint _{S}{\nabla T\cdot \,dS}}
gdje je:
Q - količina prenesene topline,
t - proteklo vrijeme,
k - vodljivost materijala. (ovaj čimbenik obično se mijenja s temperaturom, ali promjena može biti mala, nad nekim značajnim rasponom temperatura, za neke materijale.),
S - ploština ili površina kroz koju toplina protječe,
T - temperatura.
Gornja diferencijalna jednadžba, kad je integrirana za jednostavne linearne situacije, kada postoji ravnomjerno raspodijeljena temperatura duž jednakih površina savršeno izoliranih strana, daje brzinu toka topline između krajeva površine kao:
{\displaystyle {\frac {\Delta Q}{\Delta t}}=-kA{\frac {\Delta T}{\Delta x}}}
gdje je:
A - površina presječenog područja,
{\displaystyle \Delta T} - temperaturna razlika između krajeva,
{\displaystyle \Delta x} - udaljenost među krajevima.
Ovaj zakon predstavlja osnovu za izvod toplinske jednadžbe. R-vrijednost je jedinica toplinskog otpora, obrnuta (recipročna) vodljivosti. Ohmov zakon je električki sličan Fourierovom zakonu.

## Poveznice
- Koeficijent prolaska topline
- Toplinska vodljivost
- Toplinski otpor